# Балада № 1 (Шопен)
Балада № 1, соль мінор, op. 23 — перша з 4 балад для фортепіано Фридерика Шопена. Вона була написана в 1835–1836 роках. Балада присвячена барону Штокгаузену (Stockhausen). Існує припущення, що була натхнена поемою Міцкевича «Конрад Валленрод».
В одному з листів Роберт Шуман згадував, що якось сказав Шопену про те, що «ця робота ближча до його генію», на що автор відповів йому, що «радий чути це», оскільки теж її дуже любить і дорожить нею. На відміну від інших балад, написаних повністю в розмірі 6/8, ця балада починається у розмірі 4/4, закінчується в 2/2, а більша її частина іде в розмірі 6/4.
Серед піаністів, які записали цей твір — Володимир Горовиць, Олексій Султанов, Альфред Корто, Артур Рубінштейн, Мауріціо Полліні, Кристіан Цимерман і Еміль Гілельс.